# Woodridge (Illinois)
Woodridge è un comune degli Stati Uniti d'America, situato nell'Illinois, nella contea di DuPage e in parte nelle contee di Cook e di Will.
Nel territorio del comune è presente la sede della Hendrickson International, azienda che sviluppa e produce sospensioni.